# Stazione di Moncalieri
Stazione di Moncalieri vasútállomás Olaszországban, Moncalieri településen.

## Vasútvonalak
Az állomást az alábbi vasútvonalak érintik:
- Torino–Genova-vasútvonal
- Torino-Fossano-Savona-vasútvonal

## Kapcsolódó állomások
A vasútállomáshoz az alábbi állomások vannak a legközelebb:
- Stazione di Torino Lingotto (Pont railway station, Stazione di Rivarolo Canavese, Line SFM1)
- Stazione di Trofarello (Stazione di Chieri, Line SFM1)
- Stazione di Torino Lingotto (Stazione di Torino Porta Nuova, Torino–Genova-vasútvonal, Torino-Fossano-Savona-vasútvonal)
- Stazione di Trofarello (Stazione di Alba, Line SFM4)
- Stazione di Torino Lingotto (Stazione di Ciriè, Line SFM4, Line SFM7)
- Stazione di Trofarello (Stazione di Fossano, Line SFM7)
- Stazione di Trofarello (Stazione di Asti, Linea SFM6)
- Stazione di Torino Lingotto (Stazione di Caselle Aeroporto, Linea SFM6)
- Stazione di Trofarello (Stazione di Genova Brignole, Stazione di Savona, Torino–Genova-vasútvonal, Torino-Fossano-Savona-vasútvonal)
- Revigliasco railway station